# صالة الاستثمار (عمان)
صالة الاستثمار (عمان)؛ هي نافذة موحدة لخدمات متكاملة لتقديم كافة الخدمات للمستثمرين، وعرض الفرص الاستثمارية التي يفوق حجمها مليون ريال، وذلك بالتعاون مع الجهات الحكومية والخاصة ذات العلاقة بحسب أفضل الممارسات العالمية، وتعتبر هي الواجهة الحكومية الرسمية لكبرى الاستثمارات في سلطنة عُمان في مختلف القطاعات.

## نبذة
في الصالة يتم تقديم خدمات مميزة مصممة خصيصًا لتسهيل تجربة الاستثمار في سلطنة عمان، بخدمات شاملة ومجانية تهدف إلى مساعدة المستثمرين على اكتشاف الفرص المتاحة في عُمان، سواء كانت ملموسة أو غير ملموسة. سواء كانت لبدء مشروع جديد في عُمان أو إنشاء شركة عُمانية ترغب في التوسع إلى الأسواق العالمية.

## أهدافها
تهدف الصالة لجذب الاستثمارات إلى سلطنة عُمان وتسهيلها، بالإضافة إلى تعريف المستثمرين بالمزايا المتعددة التي توفرها ثقافتنا المساندة للمشاريع، إلى جانب تعزيز بيئة الاستثمار عبر إنجاز كافة الإجراءات والمتطلبات لتأسيس وتشغيل وإكمال المشروع الاستثماري في سلطنة عُمان، إذ تقدم الصالة فرصًا استثمارية متكاملة ومدروسة، وتعرض هذه الفرص في جميع القطاعات مرتبطة بالحوافز والتسهيلات المقدمة للمستثمرين، بالإضافة إلى مساهمتها في تعزيز مبدأ تكامل الأدوار مع الشركاء والسعي لتقديم خدمات تسهيل الاستثمار بكفاءة وفعالية.

## أعمالها
تقوم الصالة بعرض الفرص الاستثمارية وشرح مسارات توطين الفرص، وتعريف المستثمر ببيئة الاستثمار في سلطنة عُمان والتسهيلات والخدمات المقدمة، وإيضاح وشرح رحلة الاستثمار في جميع القطاعات المستهدفة، وكذلك تحديد المدد الزمنية المتوقعة لاكتمال توطين المشاريع، بالإضافة إلى ضمان سير رحلة المستثمر بما يتوافق مع دليل الخدمات الحكومية الموحدة واتفاقية مستوى الخدمة مع الجهات الحكومية، ورفع التحديات التي تواجه المستثمرين واقتراح الحلول المناسبة لها.

## الجهات الحكومية والخاصة
تضم صالة الاستثمار 14 جهة حكومية تعمل داخل الصالة على خدمة المستثمرين، بالإضافة إلى 6 جهات خاصة يمكنها تلبية احتياجات المستثمرين من داخل الصالة، ولضمان سلاسة الإجراءات وسرعتها وفق آلية واضحة، وهي: وزارة التجارة والصناعة وترويج الاستثمار ووزارة الداخلية وبلدية مسقط وشرطة عمان السلطانية (الهجرة والجوازات) وهيئة المناطق الاقتصادية والحرة وهيئة البيئة ووزارة الإسكان والتخطيط العمراني ووزارة التراث والسياحة ووزارة الثروة الزراعية والسمكية وموارد المياه ووزارة العمل ومجلس الشؤون الإدارية للقضاء (الكاتب بالعدل)، ووزارة النقل والاتصالات وتقنية المعلومات ووزارة الصحة ووزارة التربية والتعليم، بالإضافة إلى وجود 6 جهات خاصة يمكنها تلبية احتياجات المستثمرين من داخل الصالة، تتضمن مصرفًا تجاريًا وشركة اتصالات ومكتب استشارات قانونية ومكتب اعتماد.

## منصة إلكترونية
من منطلق التوجه الرقمي لحكومة سلطنة عُمان وتوفير بنية رقمية أساسية للصالة لضمان سير رحلة المستثمر بوضوح وجودة، جاءت منصة استثمر في عُمان لخدمة المستثمرين؛ حيث يمكن الدخول إلى الموقع الإلكتروني (https://investoman.om) والاستفادة من الخدمات في القطاعات الرئيسية للاستثمار.

## وصلات خارجية
- الموقع الرسمي
- منصة عمان للأعمال